# Bryn Terfel Sings Favourites
Bryn Terfel Sings Favorites är ett musikalbum från 2003 med Bryn Terfel. På albumet sjunger Terfel operaarior varvat med folkmusik och lättare musik.

## Låtlista
1. Toreadorarian ur Carmen (Georges Bizet/Henri Meilhac/Ludovic Halévy) – 3'53
2. Shenandoah (trad) – 4'25
3. Bugeilio'r Gwenith Gwyn (trad) – 4'27
4. C'était le soir – Au fond du temple saint ur Pärlfiskarna (Georges Bizet/Eugène Cormon/Michel Carré) – 5'55
5. The Lord is My Shepherd (Howard Goodall) – 2'56
6. Danny Boy (trad) – 4'36
7. Bella notte (Peggy Lee) – 4'01
8. Largo ur Symfoni nr 9 (Antonín Dvořák/William Arms Fischer/Marvin Fisher) – 5'43
9. Swing Low Sweet Chariot (trad) – 4'07
10. Home Sweet Home (Henry Rowley Bishop/John Howard Payne) – 4'28
11. Ave Maria (Franz Schubert/Adam Storck/Walter Scott) – 5'30
12. Il mio cuore va ur Titanic (James Horner/Will Jennings) – 3'37
13. At the River (trad/Robert Lowry) – 3'27
14. None But the Lonely Heart (Pjotr Tjajkovskij/Lev Alexandrovich Mey) – 2'59
15. If I Can Help Somebody (Alma Bazel Androzzo/Androzzo Zalva) – 3'20
16. Wiegenlied (Johannes Brahms/Georg Scherer) – 2'03
17. Abide with Me (William Henry Monk/Henry Francis Lyte) – 4'24
18. Lazybones (Hoagy Carmichael) – 3'47

## Medverkande
- Bryn Terfel – basbaryton
- Andrea Bocelli – tenor (spår 4)
- Sissel – sopran (spår 11)
- Barry Wordsworth – dirigent
- London Voices (spår 5, 9, 11, 17)
- London Symphony Orchestra
- Chris Hazell – arrangör

### Fotnoter
1. ↑  ”DG”. Arkiverad från originalet den 13 oktober 2013. https://web.archive.org/web/20131013153507/http://www.deutschegrammophon.com/cat/single?PRODUCT_NR=4744382. Läst 31 oktober 2011.